# Let 'em Out
Let 'em Out är en singel av punkbandet No Use for a Name, utgiven 1990.

## Låtlista
1. "It Won't Happen Again"
2. "Born to Hate"
3. "Pacific Bell"
4. "Record Thieves"